# Aguti meksykański
Aguti meksykański (Dasyprocta mexicana) – gatunek gryzonia z rodziny agutiowatych, żyjący w 
Meksyku – w centralnej części stanu Veracruz i wschodniej części stanu Oaxaca. Został także introdukowany w zachodniej i wschodniej części Kuby. Międzynarodowa Unia Ochrony Przyrody (IUCN) wymienia gatunek w Czerwona księga gatunków zagrożonych jako krytycznie zagrożony (CR).

## Tryb życia
Aguti meksykański wiedzie dzienny tryb życia, ale można czasem napotkać je także w nocy. Jest zwierzęciem naziemnym. Żyją w parach zajmujących siedliska o powierzchni 1–2 ha. Samica rodzi 1–2 młodych. Poród następuje w porze suchej. Młode szybko stają się samodzielne.

## Ekologia
Jest roślinożercą. Żywi się owocami, miękkimi nasionami i młodymi pędami roślin leśnych. Naukowcy odnotowali, że aguti zamieszkujące Veracruz żywią się owocami śliwca mombin i Brosimum alicastrum z rodziny morwowatych oraz figami. 

## Rozmieszczenie geograficzne
Aguti meksykański zamieszkuje tereny w Meksyku – w centralnej części stanu Veracruz i wschodniej części stanu Oaxaca. Został także introdukowany w zachodniej i wschodniej części Kuby. Zamieszkuje tereny nizinne do 500 m n.p.m.